# نوربرتو بوجیو

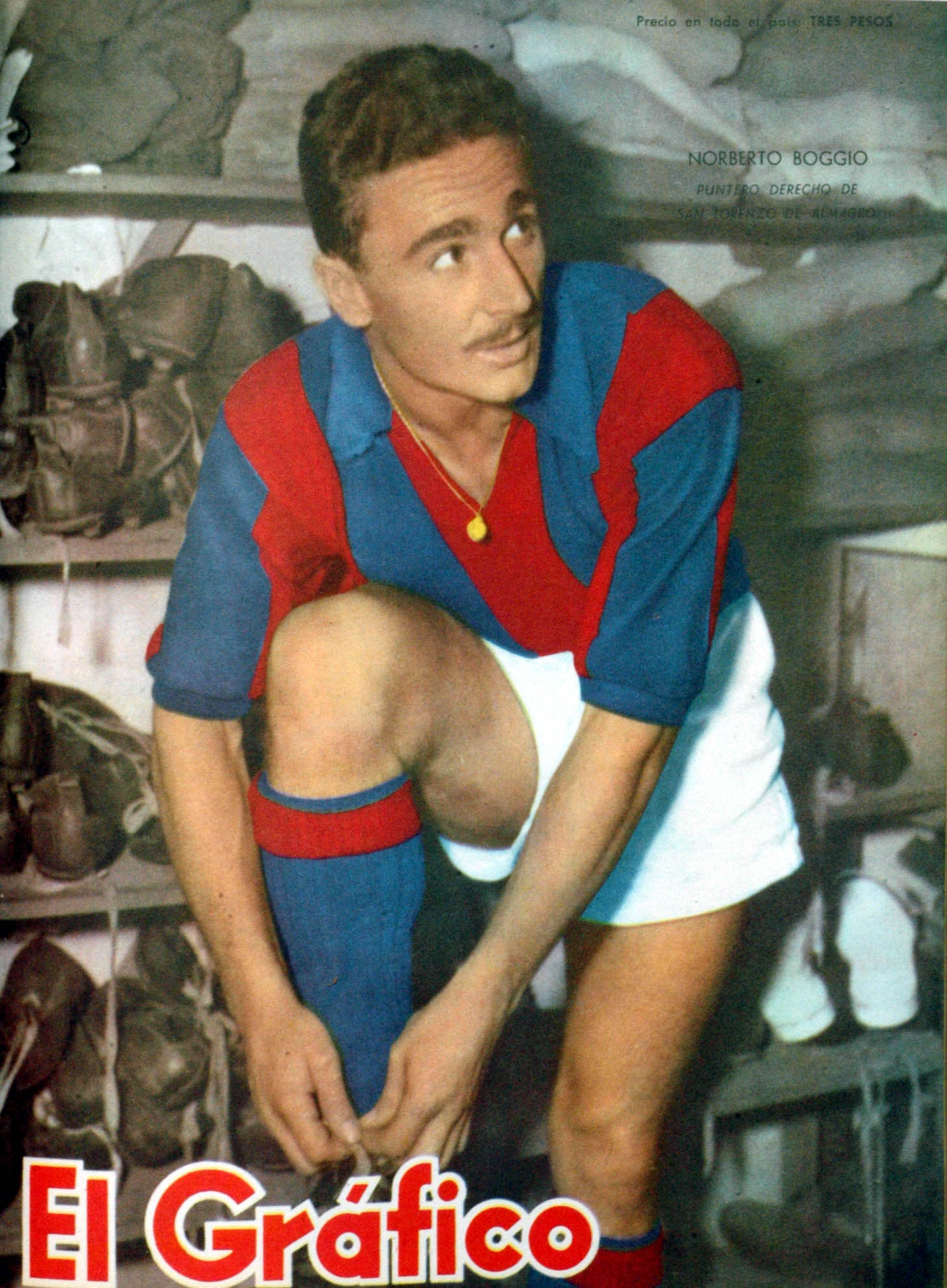
نوربرتو بوجیو - ۲۰۲۰

نوربرتو بوجیو (اسپانیایی: Norberto Boggio‎؛ زادهٔ ۱۱ اوت ۱۹۳۱) یک بازیکن فوتبال اهل آرژانتین است.
از باشگاه‌هایی که در آن بازی کرده‌است می‌توان به بانفیلد و سن لورنزو اشاره کرد.
وی همچنین در تیم ملی فوتبال آرژانتین بازی کرده است.